# Kutre Dulecha
Ware Kutre Dulecha, etiopska atletinja, * 22. avgust 1978, Sidamo, Etiopija.
Nastopila je na olimpijskih igrah v letih 1996, 2000 in 2004, leta 2000 je osvojila četrto mesto v teku na 1500 m. Na svetovnih prvenstvih je leta 1999 osvojila bronasto medaljo v isti disciplini, na svetovnih dvoranskih prvenstvih pa naslov prvakinje leta 2004.